# Државна сахрана Петра II Карађорђевића
Државна погребна церемонија одржана 26. маја 2013. године на Опленцу у краљевској крипти цркве Св. Ђорђа када су сахрањени краљ Петар II Карађорђевић, краљица Марија Карађорђевић, краљица Александра Карађорђевић и Принц Андреј Карађорђевић.
Самој сахрани је претходио пренос посмртних остатака покојних и служење светих Литургија и помена у капели Светог Андреја Првозваног у Дворском комплексу на Дедињу и Саборној цркви у Београду. Посмртни остаци краља Петра у Србији су били допремљени 22. јануара из Манастира Св. Саве у Либертивилу, посмртни остаци Краљице Марије 29. априла из Фрогмор Гробља у Енглеској, посмртни остаци Краљице Александре 9. маја, са краљевског гробља Татој у Грчкој и Принца Андреја 14. маја из Манастира Нова Грачаница (САД).

## Делегације
На сахрани су биле присутне бројне делеагције, укључујући три монарха и шеснаест принчева или принцеза, као и представници краљевских породица Велике Британије, Јордана, Јапана, Кувајта, Бугарске, Румуније, Аустрије, Грчке, Бахреина, Лихтенштајна, Бадена, Свазиленда и др.
- Бахреин – Његово Височанство шеик Абдула ибн Хамад ел Халифа[6]
- Аустрија – Њихова Империјална и Краљевска Височанства Надвојвода Шандор и Надвојвоткиња Херта
- Лихтенштајн – Њихова Пресветла Височанства Принц Филип Еразмус и Принцеза Изабела
- Бугарска – Њихова Величанства Симеон II од Бугарске и краљица Маргарита
- Румунија – Њихова Краљевска Височанства Престолонаследница Маргарита и Принц Раду
- Свазиленд – Његово Краљевско Височанство Принц Мабандла Дламини
- Баден-Виртемберг – Њихова Краљевска Височанства Марграф и Марграфина
- Република Српска – Милорад Додик (председник)
- Србија – Томислав Николић (председник), Ивица Дачић (председник Владе), Александар Вучић (потпредседник Владе), Иван Мркић (министар спољних послова), Славица Ђукић Дејановић (министар здравља) и Велимир Илић (министар грађевинарства и урбанизма).
- Грчка – Њихова Величанства Константин II Грчки и Ана Марија од Грчке, Панос Панајотопулос (Министар одбране).
- Суверени Малтешки Ред - Камило Зуцоли (Амбасадор Малтешког реда у Бугарској), Алберто Ди Лука (Амбасадор Малтешког Реда у Србији)
- Фирстенберг (Хафел) – Принцеза Ира фон Фирстенберг
- Војводство Аренберг Немачка – Његово Пресветло Височанство Принц Пјер д’Аренберг.

Остале:
- Вук Драшковић – председник Српског покрета обнове
- Мухамед Јусуфспахић – Муфтија Србијански
- Виталиј Тарасјев – представник Московске патријашије у Београду
- Станислав Хочевар – Београдски надбискуп (Римокатолићка црква)
- Вук Јеремић – председник Генералне скупштине Уједињених нација
- Мајкл Давенпорт – амбасадор Велике Британије
- Мете Кјуел Нилсен – амбасадор Краљевине Данске

## Црквено Опело
Служио Патријарх српски Иринеј у саслужењу:
- Митрополит црногорско – приморски Г. Амфилохије
- Митрополит дабробосански Г. Николај
- Епископ сремски Г. Василије
- Епископ будимски Г. Лукијан
- Епископ браничевски Г. Игњатије
- Епископ будимљанско – никшићки Г. Јоаникије
- Епископ западноамерички Г. Максим
- Епископ аустралијско – новозеландски Г. Иринеј
- Епископ хвостански Г. Атанасије
- Архимандрит Хиландара Методије